# XXVII Congresso del Partito Comunista dell'Unione Sovietica
Il XXVII Congresso del Partito Comunista dell'Unione Sovietica (PCUS) si tenne a Mosca dal 25 febbraio al 6 marzo 1986.

## Lavori
La relazione del nuovo segretario generale Michail Gorbačëv rappresentò un manifesto delle intenzioni riformatrici della nuova dirigenza. In essa si annunciava che il Paese, guidato dal PCUS, intraprendeva il percorso verso il perfezionamento del socialismo; Gorbačëv sottolineò anche la necessità di alleggerire l'apparato del partito, superando la concorrenza di funzioni tra i comitati partitici e gli organismi statali e di altre organizzazioni sociali e lasciando una maggiore libertà agli organi di gestione, ai collettivi dei lavoratori e ai quadri dirigenziali rispetto alle decisioni di natura economica e socio-culturale.
Al Congresso risuonò la parola d'ordine di questa prima fase della perestrojka, ovvero l'"accelerazione" (uskorenie) dell'economia, senza tuttavia che venissero definite concrete misure innovative per metterla in pratica.
I delegati elessero il nuovo Comitato Centrale, formato da 307 membri effettivi e 170 candidati, rinnovandone la composizione per oltre un terzo.